# 島田正直
島田 正直（しまだ まさなお、1986年8月13日 - ）は、東京都出身の元子役俳優。活躍中は劇団東俳に所属していた。

## 人物
テレビ番組では、『忍者戦隊カクレンジャー』（テレビ朝日）、「トムソーヤS」（テレビ朝日）で準レギュラーとして参加し、『健康こどもっち』（NHK）ではレギュラーとしてガダルカナル・タカと共演した。
劇場公開作品としては、東映『ズッコケ三人組 怪盗X物語』のモーちゃん（奥田三吉）役で参加し、藤竜也、原田大二郎などと共演している。また、同じく劇場公開作品として、東宝『モスラ2 海底の大決戦』の宮城洋二役で、紺野美沙子、細川ふみえ、山口紗弥加などとも共演している。

## 主な出演作品

### テレビドラマ
- 木曜の怪談'97・悪霊学園（1997年、フジテレビ）
- すずらん（1999年、NHK）
- 六番目の小夜子（2000年、NHK教育）
- 天才てれびくんワイド「ザ・ドリームサーフィン」（2000年、NHK教育）- 福田の兄 役

### その他のテレビ番組
- 健康こどもっち（NHK BS2）

### 映画
- 今日から俺は!!（1994年）
- モスラ2 海底の大決戦（1997年）- 宮城洋二 役[1]
- ズッコケ三人組 怪盗X物語（1998年）- モーちゃん 役